# Concorde
Aérospatiale-BAC Concorde este un avion de linie supersonic franco-britanic retras, dezvoltat și produs în comun de Sud Aviation (ulterior Aérospatiale) și British Aircraft Corporation (BAC). Studiile au început în 1954, iar Franța și Regatul Unit au semnat un tratat de stabilire a proiectului de dezvoltare la 29 noiembrie 1962, costul programului fiind estimat la 70 de milioane de lire sterline (1,5 miliarde de lire sterline în 2024). Construcția celor șase prototipuri a început în februarie 1965, iar primul zbor a decolat de la Toulouse pe 2 martie 1969. Piața era prevăzută pentru 350 de avioane, iar producătorii au primit până la 100 de comenzi opționale de la multe companii aeriene importante. La 9 octombrie 1975, a primit certificatul de navigabilitate francez, iar cel de la CAA din Regatul Unit la 5 decembrie.
Concorde este o aeronavă fără coadă, cu un fuzelaj îngust care permite patru rânduri de scaune pentru 92 până la 128 de pasageri, o aripă delta ogivală și un nas înclinat pentru vizibilitate la aterizare. Este propulsat de patru turboreactoare Rolls-Royce/Snecma Olympus 593 cu rampe variabile de admisie și reîncălzire pentru decolare și accelerare la viteză supersonică. Construit din aluminiu, a fost primul avion de linie care a avut comenzi de zbor analogice fly-by-wire. Avionul putea menține o viteză de supercroazieră de până la Mach 2,04 (2.170 km/h) la o altitudine de 18,3 km.
Întârzierile și depășirile de costuri au crescut costul programului la 1,5-2,1 miliarde de lire sterline în 1976 (10,8-15,2 miliarde de lire sterline în 2024). Concorde a intrat în serviciu pe 21 ianuarie a acelui an cu Air France de la Paris-Roissy și British Airways de la Londra Heathrow. Zborurile transatlantice au fost principala piață, către Washington Dulles din 24 mai și către New York JFK începând cu 17 octombrie 1977. Air France și British Airways au rămas singurii clienți cu șapte aeronave fiecare, pentru o producție totală de douăzeci. Zborul supersonic a redus cu mai mult de jumătate timpul de călătorie, dar boom-urile sonice deasupra solului l-au limitat doar la zborurile transoceanice.
Singurul său competitor a fost Tupolev Tu-144, care a transportat pasageri din noiembrie 1977 până la un accident din mai 1978, în timp ce un potențial concurent, Boeing 2707, a fost anulat în 1971 înainte ca orice prototip să fie construit.
La 25 iulie 2000, zborul 4590 al Air France s-a prăbușit la scurt timp după decolare, toți cei 109 ocupanți ai aeronavei și patru persoane la sol au murit. Acesta a fost singurul incident fatal care a implicat Concorde; serviciul comercial a fost suspendat până în noiembrie 2001. Avioanele Concorde au fost retrase în 2003, la 27 de ani după ce au început operațiunile comerciale. Majoritatea aeronavelor rămân expuse în Europa și America de Nord.

## Dezvoltarea

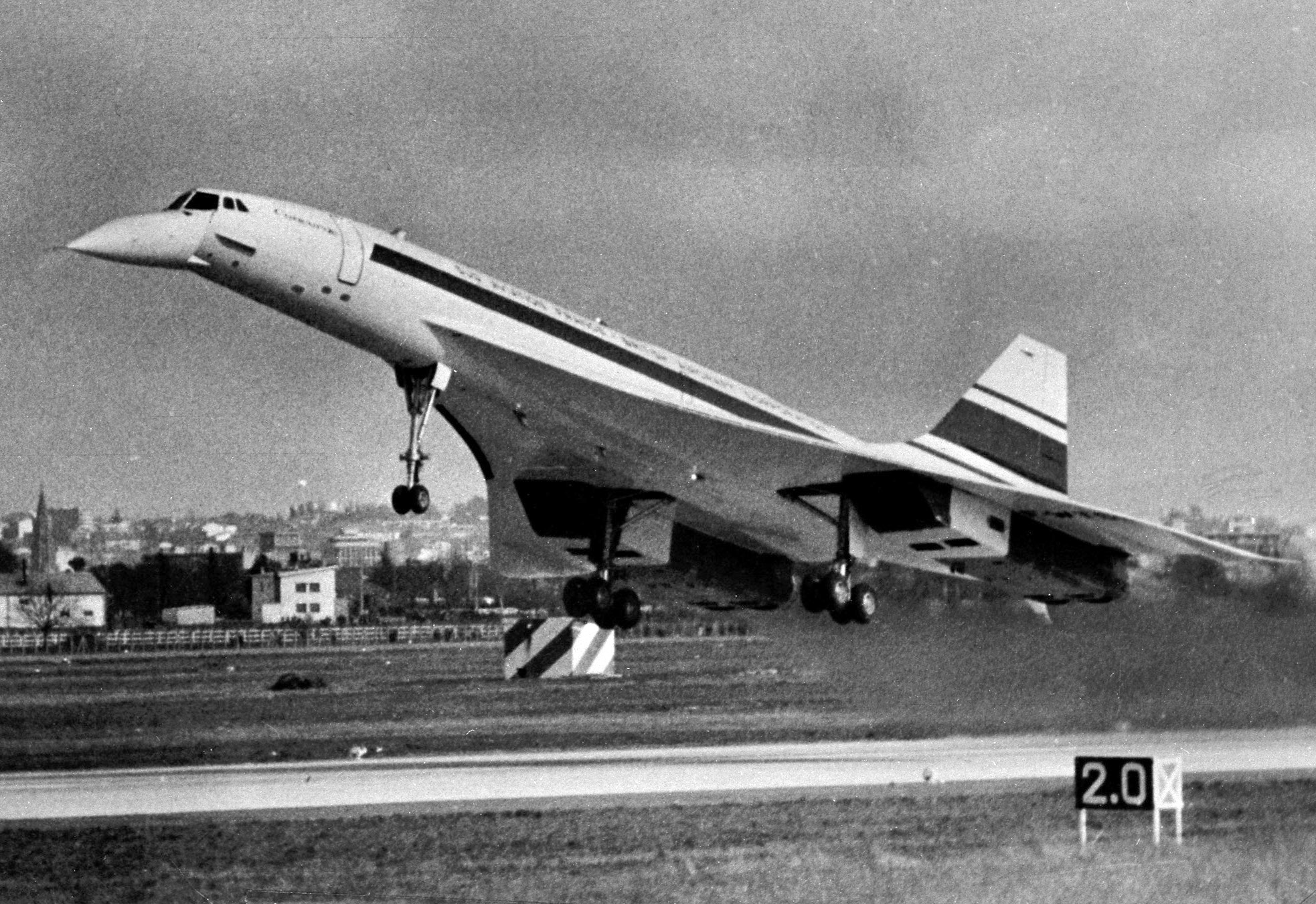
Concorde 001, 2 martie 1969

La sfârșitul anilor 1950, Regatul Unit, Franța, Statele Unite și Uniunea Sovietică luau în considerare realizarea transportului aerian la viteze supersonice. Atât Britanicii de la Bristol Aeroplane Company cât și francezii de la Sud Aviation aveau în lucru proiecte, denumite Type 233 și Super-Caravelle, respectiv. Ambele proiecte erau, în mare parte, sprijinite financiar de guvernele respective. Proiectul britanic avea un design cu aripi subțiri, deltoide (datorat în mare parte contribuției lui Dietrich Küchemann) pentru o aeronavă transatlantică, de circa 100 pasageri, în timp ce francezii intenționau să construiască o aeronavă cu autonomie medie.
Ambele proiecte erau gata să intre în faza prototip la începutul anilor 1960, dar costurile erau atât de mari încât guvernul britanic a pus condiția ca BAC să găsească co-operare internațională. Au fost făcute propuneri anumitor țări, dar doar Franța s-a arătat cu adevărat interesată. Proiectul de dezvoltare a fost negociat ca un tratat internațional între două țări decât ca un contract comercial între 2 companii și cuprindea o clauză, cerută inițial de Marea Britanie, ce prevedea penalități importante în cazul renunțării. Tratatul a fost semnat pe 28 noiembrie 1962. Între timp, ambele companii au fuzionat în altele noi; astfel proiectul Concorde a fost semnat între British Aircraft Corp. și Aerospatiale.
La început noul consorțiu intenționa să producă două versiuni ale avionului, unul pentru distanțe mari și altul pentru distanțe scurte. Însă, posibili clienți nu și-au manifestat interesul pentru versiunea pentru distanțe scurte și s-a renunțat la ea. Consorțiul a asigurat comenzi pentru peste 100 avioane cu rază lungă de acțiune de la cele mai prestigioase companii aeriene ale momentului: Pan Am, BOAC și Air France au fost primii clienți, cu câte șase bucăți fiecare. Printre alte companii ce intenționau să comande se numărau Panair do Brasil, Continental Airlines, Japan Airlines, Lufthansa, American Airlines, United Airlines, Air Canada, Braniff, Singapore Airlines, Iran Air, Qantas, CAAC, Middle East Airlines și TWA
Construcția celor două prototipuri a început în februarie 1965: 001, construit de Aerospatiale la Toulouse, și 002, de către BAC la Filton, Bristol. Concorde 001 a efectuat primul zbor de test din Toulouse pe 2 martie 1969 și a atins viteza supersonică pe 1 octombrie. Primul Concorde britanic a zburat din Filton baza aeriană Fairford pe 9 aprilie 1969, pilotat de André Turcat. Pe măsură ce programul de zbor a evoluat, 001 a început un cursă demonstrativă la 4 septembrie 1971. Concorde 002 i-a urmat la 2 iunie 1972 cu o cursă către Orientul Mijlociu și Extrem. Concorde 002 a efectuat primul zbor în Statele Unite în 1973, aterizând la Dallas cu ocazia inaugurării aeroportului Fort Worth Regional Airport.
Aceste zboruri au condus la peste 70 de comenzi pentru acest aparat, dar un concurs de împrejurări a condus la anularea acestora: criza petrolului din 1973, dificultăți financiare pronunțate ale multor companii aeriene, prăbușirea spectaculoasă la Paris, la expoziția aviatică de la Le Bourget, a competitorului sovietic Tupolev Tu-144, și problemele de mediu precum boom-ul sonic, zgomotul la decolare și poluarea. Doar Air France și British Airways (succesorul BOAC) și-au păstrat comenzile, guvernele reținând profiturile realizate. În cazul BA, 80% din profit a fost reținut de guvern până în 1984, în timp ce costul achiziționării avionului era acoperit de un împrumut de la stat.
Statele Unite și-au întrerupt propriul program de transport supersonic (SST) în 1971. Două proiecte intraseră în competiție; modelul Lockheed L-2000, asemănător cu Concorde, a pierdut în fața modelului Boeing 2707, care urma să fie mai rapid, avea o capacitate de 300 de pasageri și prezenta o particularitate de design: o aripă retractabilă. Alte țări, precum India și Malaysia, au interzis survolarea zborurilor supersonice Concorde datorită problemelor de zgomot.
Ambele companii aeriene au efectuat zboruri de testare și demonstrative începând cu 1974. Testarea avionului Concorde a stabilit recorduri care nu au fost depășite; prototipul, aparatul pre-serie și de serie au parcurs 5.335 ore de zbor. Un total de 2.000 de ore de test au fost făcute la viteze supersonice. Costurile per aparat au fost de 23 milioane lire sterline (46 milioane de dolari) în 1977. Costurile cu dezvoltarea au fost de șase ori mai mare decât cele estimate.

## Proiectarea
Concorde era un aparat cu aripile în forma literei delta (sau “ogivă”) cu patru motoare Olympus bazate pe cele dezvoltate inițial pentru bombardierul strategic Avro Vulcan. Motoarele au fost construite în cooperare de către Rolls-Royce și SNECMA. Concorde a fost primul avion civil cu circuite de comandă a zborului complet electrice. Botul avionului era înclinabil pentru o mai bună vizibilitate la viteze mici și aerodinamicitate sporită la viteze mari.
Acestea și alte caracteristici îi permiteau avionului Concorde să atingă o viteză medie de croazieră de 2,02 Mach (circa 2.140 km/h sau 1.330 mph) cu o altitudine maximă de zbor de 18.300 metri, peste dublul vitezei avioanelor convenționale. Viteza de aterizare era relativ ridicată: 298 km/h.
Concorde beneficia de multe inovații tehnice
Pentru un zbor optim, la viteze înalte:
- Aripi în formă de delta dublă (ogivă)
- Admisie aer motor cu secțiune variabilă și comandă electronică
- Postcombustie
- Motoare comandate electronic, predecesoarele actualului sistem de comandă a motoarelor FADEC
- Secțiune a botului înclinabilă pentru vizibilitate crescută la aterizare

Pentru greutate scăzută și performanțe crescute:
- Viteză de croazieră de 2,04 Mach (2,200 km/h) pentru un consum de combustibil optim (rezistență supersonică minimă)
- Fuzelaj și aripi din aliaje de aluminiu, un bun compromis între greutate și rezistență la temperatură
- Pilot automat ce permitea gestiunea automată a puterii și operarea fără mâini a avionului de la decolare și până la aterizare
- Circuite de comandă a zborului complet electrice (fly-by-wire)
- Suprafețe de control ale zborului multifuncționale
- Sistem hidraulic de mare presiune (28 MPa) pentru componente hidraulice mai ușoare
- Comandă electrică a sistemului de frânare
- Stabilizarea avionului prin transvazarea internă a combustibilului în interiorul fuzelajului, realizând astfel controlul centrului de greutate
- Componente turnate dintr-o singură bucată pentru reducerea îmbinărilor și a greutății
- Lipsa unui generator auxiliar (Concorde urmând să opereze doar pe aeroporturi mari, dotate cu grupuri electrogene la sol)

Beneficiul principal al programului Concorde a fost experiența dobândită în proiectare și fabricare care mai târziu a stat la temelia consorțiului Airbus. Implicarea Snecma Moteurs în programul Concorde a pregătit debutul companiei în designul și producția de motoare pentru sectorul civil, deschizând cooperarea internațională cu General Electric și producerea seriei de motoare de succes CFM56.
Deși Concorde a fost un apogeu al tehnicii atunci când a fost introdus în serviciu în 1970, 30 de ani mai târziu, cockpit-ul său, înțesat de instrumente și butoane clasice pare acum învechit. Neavând competitori, nu a existat nici presiunea modernizării aparatului Concorde cu echipament îmbunătățit și confort al cabinei, așa cum s-a întâmplat cu alte modele mai vechi, precum Boeing 747.
Partenerii cheie, BAC (devenit mai târziu BAE Systems) și Aerospatiale (devenit mai târziu EADS), erau co-proprietarii certificatului pentru modelul Concorde. Responsabilitatea acestui certificat a fost transferată către Airbus o dată cu formarea Airbus SAS.

## Probleme apărute în faza de proiect
Multe din probleme au fost depășite în timpul cercetării și dezvoltării proiectului Concorde.

### Deplasarea centrului de greutate
Pe parcursul zborului, carburantul era deplasat pentru a poziționa optim centrul de greutate în raport cu centrul de presiune într-o anumită fază a zborului: la viteze subsonice în față, la viteze supersonice în spate. Forma aripilor era proiectată pentru a reduce efectul acestei schimbări de forțe.

### Motoarele

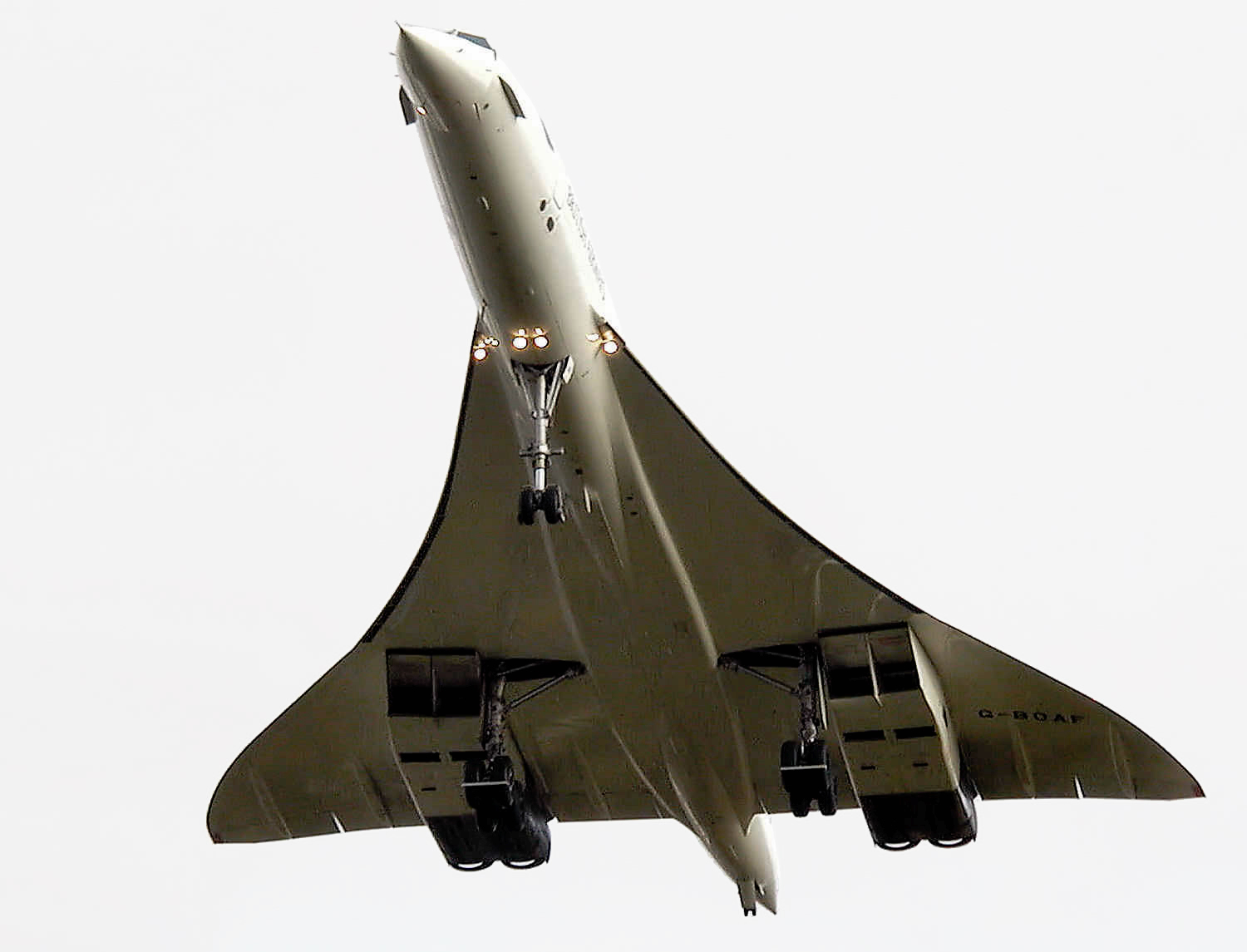
Concorde (a se observa cele patru motoare)

Concorde este un avion cvadrimotor. Motoarele sunt dispuse două câte două.
O mare problemă de proiectare și construcție a motoarelor survenea din faptul că avionul zbura atât la viteze subsonice cât și supersonice, în timp ce viteza aerului ce trecea prin motor trebuia să fie inferioară celei a sunetului, chiar și la viteză supersonică. Soluția constructivă cuprindea o pereche de rampe de admisie și o serie de voleți a căror poziție era modificată în timpul zborului pentru a le închide sau deschide. Rampele erau situate în fața compartimentului motor. La decolare, când motorul era în plină sarcină, secțiunea rampelor era deschisă la maxim și un volet suplimentar se deschidea pentru a permite admisia unui flux de aer maxim. Când aparatul se apropia de viteza de 0,7 Mach, acest volet suplimentar era închis; la 1,3 Mach secțiunea rampei de admisie începea să fie obturată pentru a devia fluxul de aer pentru presurizarea cabinei și răcirea carcasei motorului. La viteza 2,0 Mach jumătate din secțiunea rampelor de admisie era obturată. Efectul lor era dublu: comprimau și încălzeau aerul ce ajungea la motor.
Oprirea unui motor la avioanele convenționale este o mare problemă; avionul pierde din forța de propulsie iar motorul opune rezistență la înaintare și intră în derivă aplecându-se în direcția motorului defect. Dacă acest lucru s-ar fi întâmplat în cazului avionului Concorde la viteze supersonice, structura de rezistență a avionului ar fi cedat. Totuși, un motor oprit nu mai are nevoie de aer, astfel că, în cazul avionului Concorde, efectele opririi unui motor erau imediat contrabalansate de deschiderea voletului suplimentar și obturarea completă a rampelor de admisie, deviind aerul în jurul motorului, câștigând portanță și minimizând rezistența aerodinamică a motorului defect. În timpul testelor cu avionul Concorde ambele motoare de pe aceeași parte a avionului au putut fi oprite la viteza de 2 Mach fără ca să apară dificultăți în a controla aparatul.
Motorul bombardierului englez Vulcan, Bristol (apoi Rolls-Royce plc) OLYMPUS 593 a stat la baza celui care echipa avionul Concorde. Modificări importante au permis creșterea tracțiunii și diminuarea consumului în regim subsonic. Versiunea finala a fost Mk IV. Concepția (dificilă), realizarea și punerea la punct a traseelor aerului în amonte și în aval de motor a fost realizată de SNECMA. (părțile mobile, rampele etc.). Aeronavele Concorde franțuzești erau echipate cu aceleași motoare ca cele englezești, doar că erau asamblate de SNECMA.
Secțiunea motorului: flux simplu, dublu corp (compresor de joasă și înaltă presiune), camere de ardere inelare, turbine de joasă și înaltă presiune. A fost adăugat un sistem de postcombustie și un sistem de evacuare a gazelor arse cu secțiune variabilă. O cuplă de accesorii, antrenată de corpul de presiune înaltă permitea acționarea alternatoarelor, a pompelor hidraulice, a pompelor de alimentare cu carburant de joasă și înaltă presiune. Reglarea puterii este realizată în corpul de înaltă presiune (contrar motoarelor actuale unde reglarea se face în corpul de joasă presiune).
Avionul folosea postcombustia doar la decolare și la trecerea în regimul supersonic. Motoarele erau capabile să atingă viteza 2 Mach și fără postcombustie, dar în practică s-a descoperit că avionul consuma mult mai mult combustibil în perioada trans-sonică, chiar dacă postcombustia este relativ ineficientă. Deoarece motoarele cu reacție nu sunt deloc eficiente la viteze mici, Concorde mergea pe pistă folosind doar două motoare pornite.

### Căldura degajată
Frecarea suprafețelor exterioare cu aerul ducea la încălzirea cabinei în timpul zborului. Suprafețele interioare, precum ferestrele sau panourile erau calde la atingere la sfârșitul zborului. Exceptând motoarele, cea mai fierbinte structură a unui avion supersonic este botul. Inginerii au folosit Hiduminium R.R. 58, un aliaj de aluminiu pentru întreg avionul, datorită costului redus și ușurința în prelucrare. Temperatura maximă suportată de aluminiu de-a lungul vieții avionului era de 127 °C, limitând viteza maximă la 2,02 Mach.
În timpul zborului, Concorde trecea prin două cicluri de încălzire și răcire, mai întâi răcindu-se pe măsură ce creștea altitudinea apoi se încălzea în timpul zborului supersonic. Reversul se întâmpla la coborâre și încetinire. Datorită căldurii generată de comprimarea aerului în regimul supersonic, fuzelajului avionului Concorde se dilata cu circa 300 de mm, efectul vizibil al acestui fapt era un spațiu liber ce apărea în cabina piloților între pupitrul inginerului de zbor și perete. La toate avioanele care au fost retrase, inginerii de zbor și-au pus șepcile în acel spațiu înainte de a se răci, unde au rămas până azi.
Pentru a răci cabina, se folosea combustibilul ca schimbător de căldură. În același fel era răcit și fluidul hidraulic. În timpul zborului supersonic, ferestrele cabinei se încălzeau puternic.

### Frânele și trenul de aterizare
Datorită vitezei relativ ridicate, de circa 400 km/h, Concorde avea nevoie de frâne excelente. Concorde folosea un sistem anti-blocaj, ce prevenea blocarea roților în cazul aplicării unei forțe de frânare maxime, permițând decelerare și control maxime în timpul frânării, mai ales în condiții de ploaie. Discurile de frână erau fabricate din ceramică și era nevoie de 1600 de m pentru a opri avionul de 185 tone de la viteza de aterizare de 305 km/h. Discurile se încălzeau în timpul manevrei de frânare la temperaturi cuprinse între 300 °C și 500 °C, având nevoie de câteva ore pentru a se răci, fiind montate ventilatoare care grăbeau răcirea acestora. O sondă de temperatură era montată pe fiecare disc pentru a monitoriza temperaturile discurilor de frânare.
O altă problemă întâmpinată în timpul proiectării a fost trenul de aterizare. Acesta trebuia să fie destul de rezistent datorită sarcinilor excepționale la care era supus avionul în timpul decolării. Fiecare tren principal avea patru roți. Pneurile erau umflate cu azot pentru a limita încălzirea excesivă. După incidentul din 1979, din Washington, a fost montat un sistem de detecție a presiunii în pneuri iar orice semnal de alarmă al sistemului necesită reîntoarcerea din drum a avionului pentru verificări.

### Autonomia
Concorde trebuia să parcurgă distanța dintre Londra și New York sau Washington fără escală, prin urmare avionul a fost proiectat să fie un avion supersonic cu cea mai mare autonomie. Astfel s-au urmărit: proiectarea atentă a motoarelor pentru eficiență maximă la viteze supersonice, a formei aripilor pentru portanță mărită și rezistență minimă, minimizarea greutății și a sarcinii utile, mărirea capacității de combustibil și deplasarea acestuia pentru stabilizarea avionului fără a fi necesară utilizarea de dispozitive exterioare suplimentare.
Cu toate acestea, la scurt timp după lansarea avionului Concorde, a fost proiectat modelul Concorde "B" cu o capacitate de combustibil ușor mărită, cu aripi mărite prevăzute cu voleți la bordul de atac pentru îmbunătățirea performanțelor aerodinamice la toate vitezele și motoare mai puternice cu atenuatoare de zgomot și fără sistem de postcombustie. Rezultatul era o autonomie mărită cu 500 de km la o sarcină utilă mai mare și deschiderea de noi rute comerciale. Proiectul a fost anulat datorită vânzărilor slabe ale primului model Concorde.

### Expunerea la radiații
Altitudinea mare la care zbura Concorde expunea pasagerii la un flux dublu de radiații ionizante față de pasagerii rutelor convenționale. Totuși, datorită timpului redus de zbor, doza primită per total era mai mică pe aceeași distanță. Activitatea solară neobișnuită ducea la o incidență crescută a radiației, astfel că la bord exista un radiometru și un instrument care măsura rata de scădere a radiației. Dacă nivelul era prea mare, avionul cobora sub 14,000 m. Rata de scădere indicată de instrument arătă dacă avionul trebuia să coboare mai mult, micșorând timpul de zbor la altitudine nesigură.

### Presurizarea cabinei
Cabina unui avion începe să fie presurizată, în mod normal, la o altitudine cuprinsă între 1.800 și 2.400 și pe măsură ce avionul câștigă altitudine. Presurizarea avionului Concorde începea pe la 1.800 m. Unii pasageri pot avea probleme chiar și la acel nivel de presurizare. O schimbare bruscă a presiunii cabinei este periculoasă pentru pasageri și echipaj. Altitudinea maximă de croazieră a aeronavei Concorde era de 18.000 m, deși altitudinea tipică atinsă pe parcursul distanței Londra - New York era de 17.000 m; avioanele convenționale de linie ating o altitudine de croazieră sub 12.000 m. Peste 15.000 m, lipsa oxigenului conduce la pierderea cunoștinței, chiar și pentru un atlet, în circa 10-15 secunde. La altitudinea la care zbura aeronava Concorde densitatea aerului este foarte scăzută; orice fisurare a fuzelajului ducea la o depresurizare atât de gravă încât măștile de oxigen ar fi fost inutile, pasagerii intrând imediat în stare de hipoxie chiar și cu măștile puse. Prin urmare, ferestrele aeronavei Concorde erau mai mici pentru a evita o depresurizare foarte rapidă în cazul unei fisuri. În plus, exista o rezervă de aer suplimentară iar avionul era coborât imediat la o altitudine sigură. Piloții aveau acces la niște măști speciale ce forțau ventilația plămânilor cu oxigen sub presiune.(sitemul CPAP)

### Botul înclinabil
Botul înclinabil al avionului Concorde, dezvoltat de Marshall Aerospace, permitea aeronavei să aibă o formă aerodinamică la viteza de croazieră, dar să nu obstrucționeze câmpul vizual al pilotului în timpul manevrelor de rulare pe pistă, de decolare și de aterizare. Datorită unghiului de atac mare, botul alungit obstrucționa vizibilitatea și, prin urmare, acesta trebuia să fie înclinabil. Botul înclinabil cuprindea și o vizieră mobilă, retractabilă în interiorul botului înainte ca acesta să coboare. Când botul se ridica, viziera se ridica și ea în fața geamului cabinei pentru eficiență aerodinamică.

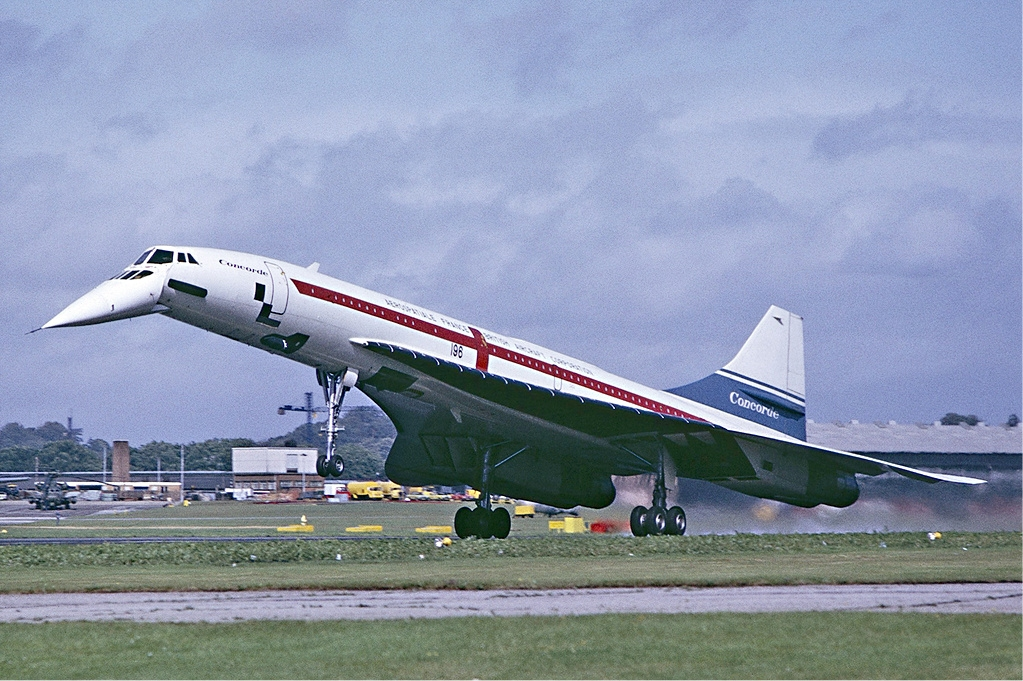
Concorde landing at Farnborough in September 1974

Un modul de comandă din cabină permitea vizierei să se retragă iar botul să coboare cu 5° față de poziția orizontală standard în timpul rulării pe pistă și decolării. După ce avionul decola și se îndepărta de aeroport, botul și viziera se ridicau. Înainte de aterizare, viziera se retracta și botul cobora la 12.5° sub orizontală pentru o vizibilitate sporită. După aterizare botul revenea la poziția de cinci grade pentru a micșora riscul de deteriorare.
Administrația Federală pentru Aviație a avut obiecții față de vizibilitatea precară a vizierei folosită la primele două prototipuri de Concorde, impunându-se astfel soluția botului înclinabil pentru ca Administrația să permită aeronavelor Concorde să opereze pe aeroporturile din Statele Unite. Aceasta a dus la refacerea vizierei folosită pe avioanele de producție și la cele patru avioane pre-producție (101, 102, 201, și 202). Fereastra din față și sticla vizierei, care trebuiau să reziste la temperaturi de peste 100 °C (212 °F) la zbor supersonic, au fost construite de Triplex.

## Istoricul zborurilor

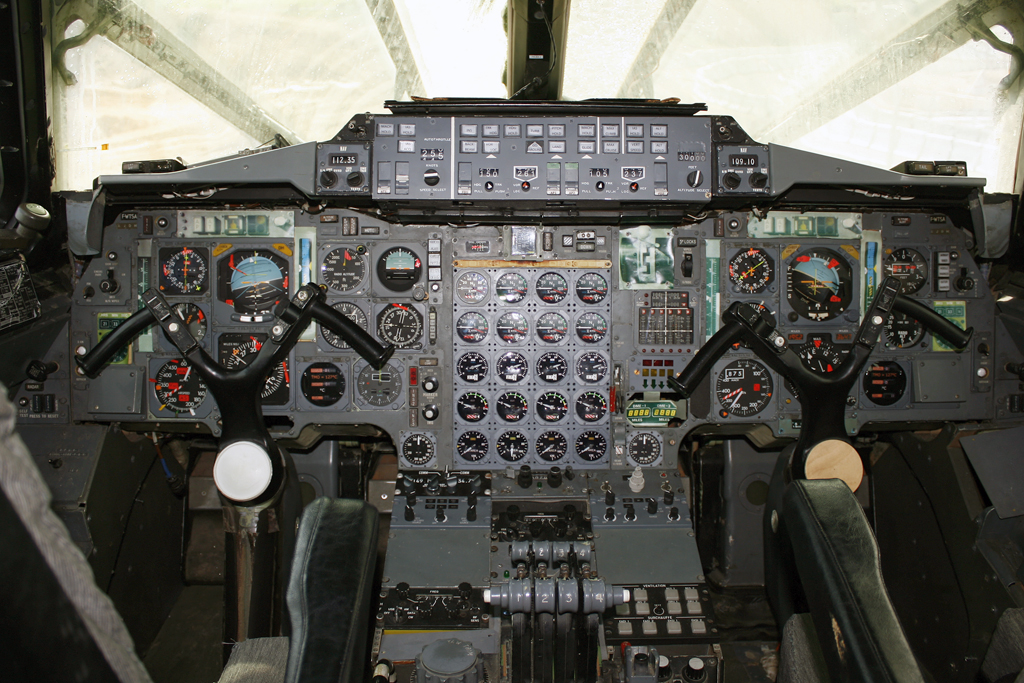
Concorde (în cabină)

În 1981 în Marea Britanie, viitorul avionului Concorde era sumbru. Guvernul pierduse bani anual din exploatarea aeronavei Concorde, și operațiunile erau la un pas de a fi oprite. Deși a fost prezentat un plan de reducere a cheltuielilor cu testele de zbor, guvernul nu dorea să mai continue proiectul, mergând în pierdere atâția ani. La sfârșitul lui 1983, directorul general al British Airways, Sir John King, a convins guvernul să vândă aeronava companiei aviatice (pe atunci deținută de stat, apoi privatizată) pentru 16.5 milioane de lire sterline plus profitul primului an.
Un studiu de piață a evidențiat că pasagerii țintă credeau că un zbor cu Concorde era mai scump decât era în realitate. În consecință, British Airways a mărit prețurile progresiv pentru a susține aceste percepții, compania raportând profituri, spre deosebire de compania franceză.

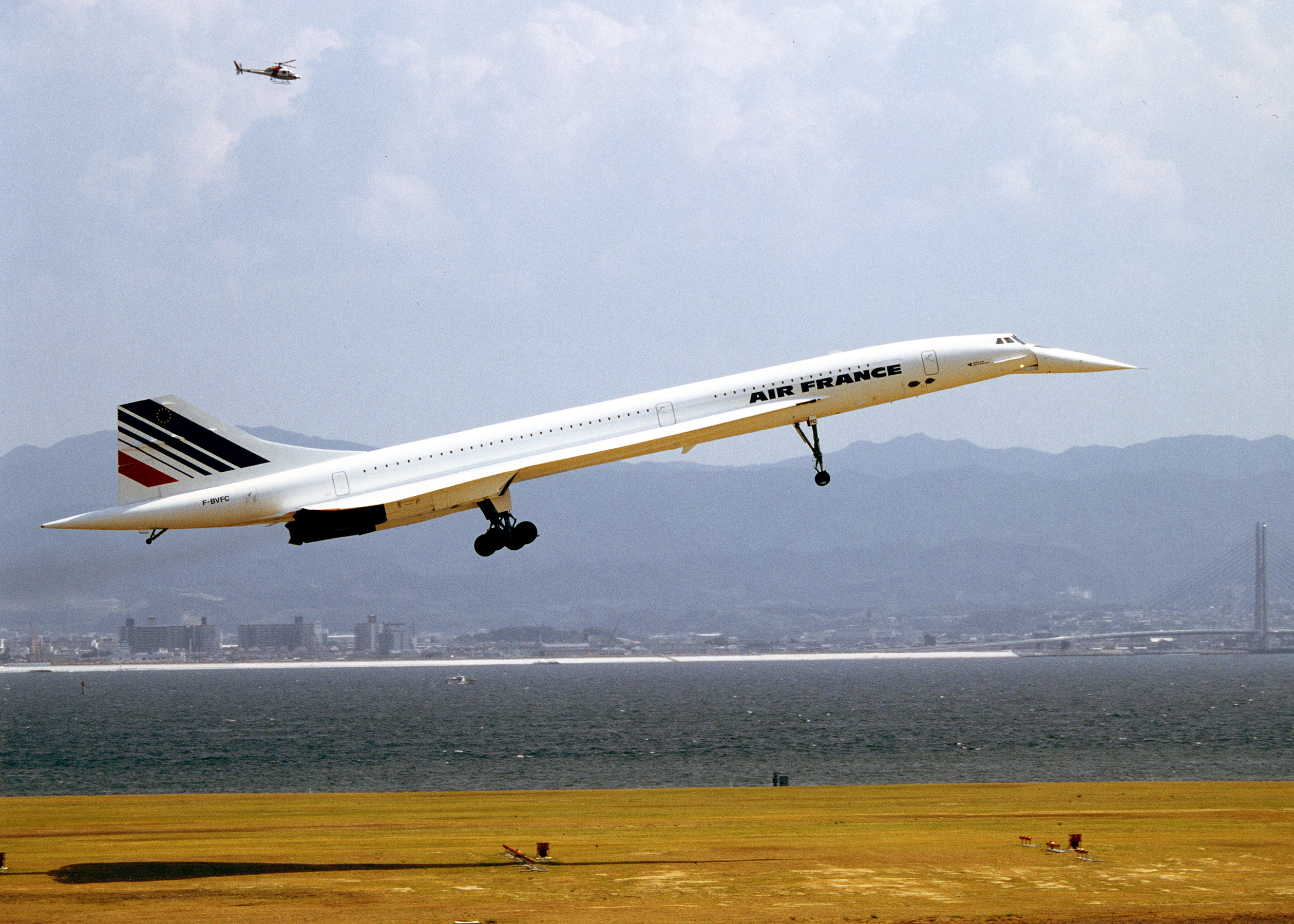
Concorde aterizând

În timp ce avioanelor comerciale le trebuiau 7 ore pentru a zbura de la New York la Paris, media de timp a zborului supersonic pe rutele transatlantice era sub 3,5 ore. Până în 2003, Air France și British Airways au operat curse zilnice pe destinația New York. Concorde mai zbura și în insulele Barbados pe perioada sărbătorilor de iarnă. Până când accidentul de la Paris a sfârșit practic toate zborurile charter atât pentru Air France cât și pentru British Airways, mai mulți tur-operatori britanici și francezi operau numeroase zboruri charter regulate către numeroase destinații europene. În 1985, un avion Concorde al British Airways a aterizat pe aeroportul internațional Cleveland Hopkins International Airport, grăbind modernizarea aeroportului și transformarea lui într-unul internațional în 2000, Concorde urma să revină la Cleveland, dar, datorită accidentului de la Paris, acest zbor nu a mai avut loc. Zborul din 1985 a durat 3 ore și 10 minute de la Cleveland la Londra. Între Cleveland și New York avionul a zburat cu viteză subsonică, mărind astfel timpul de parcurs. Se dorea operarea unui zbor spre Cleveland, dar datorită faptului că aeroportul era aproape de o zonă rezidențială, planul nu a mai fost dus până la capăt.
Între 12 și 13 octombrie 1992, pentru comemorarea aniversării a 500 de ani de la debarcarea lui Columb în Lumea Nouă, compania americană Concorde Spirit Tours a organizat o cursă cu aeronava Concorde – Air France, în jurul lumii în 32 de ore 49 de minute și 3 secunde, plecând din Lisabona, Portugalia, incluzând 6 opriri pentru alimentare la Santo Domingo, Acapulco, Honolulu, Guam, Bangkok și Bahrain.
Recordul de viteză către Est a fost stabilit de același Concorde al companiei Air France în cursa charter a Concorde Spirit Tours (SUA), pe 15-16 august 1995. Acest zbor promoțional a înconjurat Pământul din New York/JFK International Airport în 31 de ore 27 minute 49 secunde, incluzând 6 opriri pentru realimentare la Toulouse, Dubai, Bangkok, Andersen AFB (Guam), Honolulu și Acapulco. Concorde deține încă acest record.
În 1977, British Airways și Singapore Airlines au folosit un avion Concorde pentru zboruri între Londra și Singapore via Bahrain. Aeronava purta însemnele atât însemnele Singapore Airlines cât și cele ale British Airways. Cursele au fost întrerupte după doar 3 zboruri din cauza plângerilor guvernului malaysian privind zgomotul produs; zborurile nu puteau fi reluate decât după găsirea unei rute care ocolea spațiul malaysian în 1979. O dispută cu India a împiedicat atingerea vitezelor supersonice în spațiul aerian indian, prin urmarea, ruta a fost declarată ca fiind neviabilă și oprită în 1980. Air France opera cu Concorde 2 zboruri săptămânale către Mexico City via Washington, DC sau New York City, din septembrie 1978 până în noiembrie 1982. Criza economică mondială din acea perioadă a dus la închiderea acestor rute, ultimele curse fiind aproape goale. Parcursul între Washington sau New York și Mexico City includea o decelerare de la 2,02 la 0.95 Mach, pentru a evita boomul sonic deasupra statului Florida, urma apoi o accelerare până la 2,02 mach deasupra Golfului Mexic. Air France ar fi putut evita această manevra zburând între Miami și Bimini, Bahamas ocolind Key West, Florida. British Airway, însă, a implementat această rută la 1 aprilie 1989, cu ocazia unei croaziere de lux în jurul lumii. Concorde a mai zburat către Mexico City și Acapulco cu ocazia diferitelor curse charter.
Între 1984 și 1991, British Airways a operat 3 zboruri Concorde pe săptămână între Londra și Miami, cu escală la Washington. Parcursul dintre Washington și Miami se efectua cu viteză subsonică până în punctul Carolina Beach; urma apoi o accesiune rapidă la 18.000 metri (circa 1.800 m pe minut) grație greutății scăzute a aeronavei: circa 25-30 de pasageri și combustibil doar pentru sectorul Washington - Miami. După 6-8 minute la 2,02 Mach, începea decelerarea și coborârea către Miami. Uneori, datorită vremii proaste din Washington și a sarcinii scăzute la plecarea din Miami, sectorul Miami – Londra era parcurs fără escală. Astfel cel mai rapid zbor dura 3 ore și 47 de minute parcurgându-se o distanță de 4000 de mile marine (7,400 km) între Miami și Londra, cu 70 de pasageri la bord. În astfel de cazuri oprirea era la Shannon, Irlanda, cu re-autorizarea zborului către Londra în funcție de cantitatea de combustibil rămasă la dispoziție. Acest zbor era mai lung decât cursa specială Washington – Nice, despre care se spunea că era cel mai lung zbor efectuat fără escală da către Concorde.
Între 1978 și 1980, Braniff International Airways a închiriat 10 aeronave Concorde, 5 de la Air France și 5 de la British Airways. Acestea erau folosite pentru zboruri subsonice între Dallas și Washington, operate de echipaje ale companiei aeriene Braniff, apoi preluate de echipaje Air France și British Airways pentru zborurile supersonice către Londra și Paris. Aeronavele erau înmatriculate în Statele Unite dar și în țările lor de origine: un abțibild acoperea numărul de înmatriculare european atunci când erau operate de compania Braniff. Cursele nu au adus profit și erau ocupate sub 50%, obligând Braniff să renunțe la statutul de unic operator american de Concorde în mai 1980.

## Confortul la bord
Experiența la bordul aeronavei Concorde era cu mult diferită de cea resimțită la bordul aeronavelor comerciale subsonice. Air France și British Airways au amenajat cabina pasagerilor într-o singură clasă cu 100 de locuri – patru locuri transversale cu un culoar în centru. Înălțimea maximă a culoarului central atingea 1,8 metri iar scaunele din piele erau neobișnuit de înguste. Scaunele aveau o înălțime de 97 cm cu un spațiu pentru picioare cu puțin mai mare față de un loc standard la clasa economică. Datorită spațiului restrâns, bagajul de mână era foarte limitat.

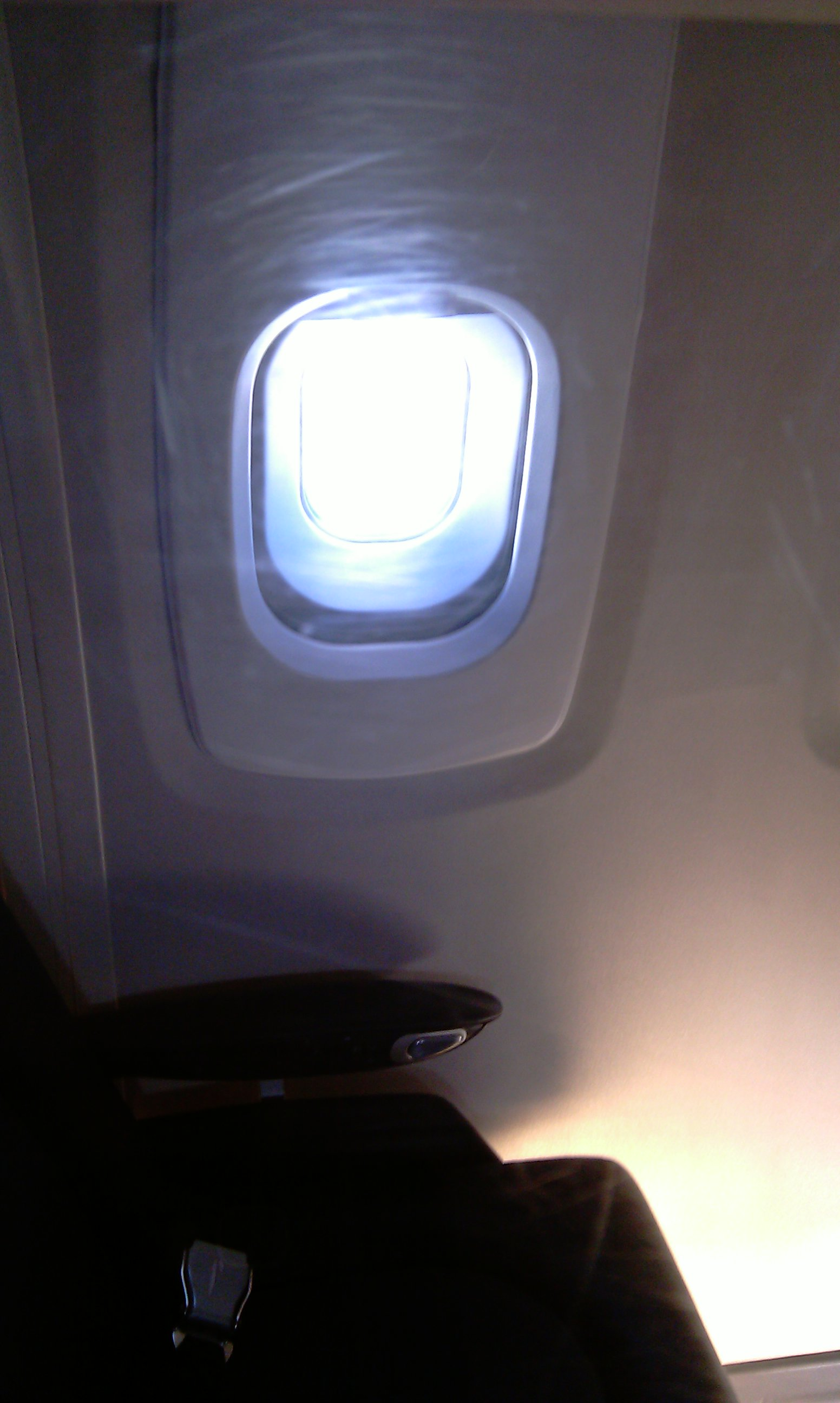
Concorde în interior

La nivelul anilor 1990, dotări specifice clasei de lux ori business tipice aeronavelor de cursă lungă precum Boeing 747, monitoare video, scaune rotative sau înclinabile, erau absente la Concorde. Însă, timpul de zbor între Londra și New York - de circa 3 ore și jumătate - compensa aceste lipsuri. Exista un afișaj cu plasmă în fața cabinei care indica altitudinea, temperatura aerului și viteza curentă în mile pe oră cât și în numere Mach. (Air France avea un singur afișaj ce indica doar viteza în numere Mach.)
Pentru a compensa lipsa confortului, serviciul la bord era la standardele cel mai înalte. Pasagerilor le era oferită șampanie gratuit și mâncare aleasă servită cu tacâmuri de argint în miniatură.
Experiența trecerii barierei sunetului era însoțită de o scurtă accelerare susținută și era anunțată de către unul din piloți.
Zburând la altitudine dublă față de a unui avion convențional, prin ferestre se putea observa distinct curbura Pământului iar turbulențele erau rare. În timpul zborului supersonic, deși temperatura exterioară era de -60 °C, comprimarea aerului încălzea învelișul exterior din fața avionului la circa +120 °C, făcând ca ferestrele să fie calde la atingere și provocând o creștere notabilă a temperaturii ambiente de-a lungul cabinei.
Aripile sub formă de deltă îi permiteau avionului Concorde să obțină un unghi de atac superior față de un avion convențional, determinând formarea de ample turbioane de presiune scăzută pe întreaga suprafață superioară a aripii, creând portanță. Această presiune scăzută făcea ca avionul să dispară într-un văl de ceață în zilele cu umiditate crescută. Turbioanele se formau doar la viteze mici, în timpul ascensiunii sau coborârii, aeronava experimentând atunci turbulențe ușoare. 
Concorde zbura destul de rapid astfel încât greutatea pasagerilor se reducea temporar cu 1% când se zbura spre est. Acest lucru se datora forței centrifuge rezultate din cumularea vitezei de deplasare și cea de rotație a Pământului. Zburând spre vest, greutatea creștea cu 0,3%, deoarece anula rotația normală și, o dată cu ea, forța centrifugală normală și o înlocuia cu o rotație mai mică în direcția opusă. De asemenea, greutatea celor de la bord era redusă cu încă 0,6% datorită depărtării de centrul Pământului.
Viteza avionului Concorde o depășea pe cea a crepusculului, putând să egaleze sau să depășească viteza de rotație a pământului. La zborurile spre vest, era posibilă sosirea la o ora locală mai devreme decât ora de plecare. Pe anumite zboruri transatlantice cu plecare din Heathrow sau Paris, puteai să decolezi chiar după apusul soarelui și să îl ajungi din urmă, aterizând ziua. Acest lucru era bine mediatizat de British Airways, care folosea sloganul "Ajungi înainte să pleci."

## Caracteristicile de zbor
O caracteristică foarte importantă era manevrabilitatea lui. Concorde avea caracteristicile unui avion de vânătoare care putea decelera foarte repede de la Mach 1,9 la Mach 0,7 în 20 de secunde. Concorde era atât de flexibil încât în cazuri extreme putea să facă manevre de evitare.

## Accidentul de la Paris
Pe 25 iulie 2000, zborul Air France 4590, înmatriculat F-BTSC se prăbușește în Gonesse, Franța, omorând toți cei 100 de pasageri, 9 membri ai echipajului și 4 persoane la sol. A fost singurul accident cu victime al acestui tip de avion. Potrivit anchetei oficiale condusă de Biroul de investigare al accidentelor din Franța (BEA), accidentul a fost cauzat de o lamelă de titan, parte a unui invertor de putere , căzut de la avionul DC-10 al companiei Continental Airlines ce decolase cu circa 4 minute mai devreme. Acest fragment metalic a cauzat explozia unui cauciuc al trenului de aterizare stâng. O bucată din cauciucul explodat a lovit rezervorul de combustibil și a rupt un cablu electric. Impactul a cauzat o undă de șoc hidrodinamică care a fisurat rezervorul în apropierea zonei de impact. Această fisură a provocat o pierdere masivă de combustibil care s-a aprins de la cablurile avariate care produceau scântei. Echipajul a oprit motorul numărul 2 în urma alarmei de incendiu, dar nu au putut să ridice terenul de aterizare, îngreunându-se ascensiunea aparatului. Rămas fără putere, avionul a intrat în picaj, prăbușindu-se într-un hotel din Gonesse.
Raportul BEA a fost contestat, invocând dovezi că avionul Concorde era supraîncărcat, combustibilul nu era distribuit uniform și că terenului de aterizare îi lipsea o componentă vitală. S-a ajuns la concluzia că aparatul a deviat de la cursul său normal încă de pe pistă, ceea ce a redus viteza de decolare sub valoare minimă critică. Înaintea acestui accident, Concorde a fost cel mai sigur avion comercial în funcțiune în termeni de victime per kilometru, adică zero. Totuși, siguranța unui avion nu poate fi măsurată cu precizie de la singur incident. Prăbușirea avionului Concorde aparținând Air France a însemnat începutul sfârșitului acestui tip de avion.
În urma accidentului a avut loc serie de modificări, incluzând izolații electrice mai bune, ranforsări de Kevlar la rezervoarele de combustibil și anvelope speciale rezistente la explozie.

## Concluzie
Concorde rămâne un simbol al aviației, al tehnicii de vârf al perioadei în care a fost construit.